# Euro Cup féminine de la LEN 2024-2025
Navigation
2023-2024 2025-2026
La saison 2024-2025 de la Euro Cup féminine de water-polo est la 26e édition de la compétition de water-polo. Organisée par la LEN, elle met aux prises 24 équipes européennes de water-polo.

## Présentation

### Modalités
La compétition de water-polo commence par une phase de groupe où les équipes sont réparties en deux groupes de quatre équipes. Les matchs sont joués sur la formule aller/retour. Les deux meilleures équipes de chaque groupe se qualifient pour la suite de la compétition.
Le classement lors de ces phases de groupes est calculé avec le barème de points suivant :
- la victoire vaut trois points,
- la victoire aux tirs au but vaut deux points,
- la défaite aux tirs au but vaut un point,
- la défaite vaut zéro point.

En cas de match nul, à la fin du temps réglementaire, une séance de tirs au but désigne le vainqueur du match.
La phase à élimination directe comprend deux tours : une finale à quatre (Final 4) comprenant deux demi-finales et la finale. Un tirage au sort détermine les oppositions en demi-finales.

## Tour de qualification
Les équipes terminant à la première place de leur poule sont directement qualifiées pour les quarts de finale ainsi que le meilleur 3e.
- Qualification pour la phase de groupes
- Classement du meilleur troisième
- H : Club hôte du tour de qualification

### Groupe A
Le tournoi se joue à Glyfáda en Grèce.
|   | Équipe            | Pts | J | G | Gtab | Ptab | P | Bp | Bc | Diff | Dép |
| - | ----------------- | --- | - | - | ---- | ---- | - | -- | -- | ---- | --- |
| 1 | ANÓ GlyfádasH     | 9   | 4 | 3 | 0    | 0    | 1 | 48 | 25 | 23   | /   |
| 2 | III. Kerületi TVE | 8   | 4 | 2 | 1    | 0    | 1 | 56 | 51 | 5    | /   |
| 3 | Panionios GSS     | 7   | 4 | 2 | 0    | 1    | 1 | 48 | 42 | 6    | /   |
| 4 | Egri VK           | 6   | 4 | 2 | 0    | 0    | 2 | 39 | 37 | 2    | /   |
| 5 | ASPTT Nancy       | 0   | 4 | 0 | 0    | 0    | 4 | 31 | 67 | -36  | /   |

| Résultats (dom.\ext.) | Gly. | Ker.  | Nan.  | Pan.  | Egr.  |
| ANÓ GlyfádasH |      | 14-5  | 18-7  | 6-9   | 10-4  |
| III. Kerületi TVE |      |       | 21-12 | 17-14 |       |
| ASPTT Nancy |      |       |       |       | 4-13  |
| Panionios GSS |      |       | 15-8  |       | 10-11 |
| Egri VK |      | 11-13 |       |       |       |
| - Victoire à domicile - Victoire à domicile aux tirs au but - Victoire à l'extérieur aux tirs au but - Victoire à l'extérieur |      |       |       |       |       |

1. ↑  3-0 aux tirs au but.

### Groupe B
Le tournoi se joue à Berlin en Allemagne.
|   | Équipe                    | Pts | J | G | Gtab | Ptab | P | Bp | Bc | Diff | Dép |
| - | ------------------------- | --- | - | - | ---- | ---- | - | -- | -- | ---- | --- |
| 1 | ZV De Zaan                | 12  | 4 | 4 | 0    | 0    | 0 | 63 | 39 | 24   | /   |
| 2 | CN Catalunya              | 6   | 4 | 2 | 0    | 0    | 2 | 38 | 39 | -1   | /   |
| 3 | Ethnikós                  | 6   | 4 | 2 | 0    | 0    | 2 | 46 | 43 | 3    | /   |
| 4 | Hapoel Yoqneam Water Polo | 5   | 4 | 1 | 1    | 0    | 2 | 45 | 53 | -8   | /   |
| 5 | Wasserfreunde Spandau 04H | 1   | 4 | 0 | 0    | 1    | 3 | 33 | 51 | -18  | /   |

| Résultats (dom.\ext.) | De Z. | Cat.  | Eth.  | Hap.  | Spa. |
| CN Catalunya |       | 10-13 | 9-6   | 8-11  |      |
| ZV De Zaan |       |       |       | 19-11 |      |
| Ethnikós |       | 9-14  |       |       |      |
| Hapoel Yoqneam Water Polo |       |       | 13-18 |       |      |
| Wasserfreunde Spandau 04H | 9-11  | 9-17  | 7-13  | 8-10  |      |
| - Victoire à domicile - Victoire à domicile aux tirs au but - Victoire à l'extérieur aux tirs au but - Victoire à l'extérieur |       |       |       |       |      |

1. ↑  1-3 aux tirs au but.

### Groupe C
Le tournoi se joue à Trieste en Italie.
|   | Équipe                     | Pts | J | G | Gtab | Ptab | P | Bp | Bc | Diff | Dép |
| - | -------------------------- | --- | - | - | ---- | ---- | - | -- | -- | ---- | --- |
| 1 | Pallanuoto TriesteH F      | 6   | 3 | 2 | 0    | 0    | 1 | 30 | 22 | 8    | /   |
| 2 | Tenerife Echeyde           | 6   | 3 | 2 | 0    | 0    | 1 | 32 | 30 | 2    | /   |
| 3 | Rapallo Pallanuoto         | 6   | 3 | 2 | 0    | 0    | 1 | 32 | 27 | 5    | /   |
| 4 | Lille Métropole Water-Polo | 0   | 3 | 0 | 0    | 0    | 3 | 22 | 37 | -15  | /   |

| Résultats (dom.\ext.) | Pan. | Fer.  | San.  | De Z. | Pal. |
| Lille Métropole Water-Polo |      | 7-12  | 11-15 |       |      |
| Rapallo Pallanuoto |      |       | 9-10  |       |      |
| Tenerife Echeyde |      |       |       | 7-10  |      |
| Pallanuoto TriesteH F | 10-4 | 10-11 |       |       |      |
| - Victoire à domicile - Victoire à domicile aux tirs au but - Victoire à l'extérieur aux tirs au but - Victoire à l'extérieur |      |       |       |       |      |

### Meilleur troisième
|   | Équipe             | Pts | J | G | Gtab | Ptab | P | Bp | Bc | Diff | Dép |
| - | ------------------ | --- | - | - | ---- | ---- | - | -- | -- | ---- | --- |
| 1 | Panionios GSS      | 7   | 4 | 2 | 0    | 1    | 1 | 48 | 42 | 6    | /   |
| 2 | Ethnikós           | 6   | 4 | 2 | 0    | 0    | 2 | 46 | 43 | 3    | /   |
| 3 | Rapallo Pallanuoto | 6   | 3 | 2 | 0    | 0    | 1 | 32 | 27 | 5    | /   |

## Phase finale
|  | Quarts de finale       | Quarts de finale       | Quarts de finale              | Quarts de finale       |                    |                    | Demi-finales                  | Demi-finales                  | Demi-finales                  | Demi-finales                  |  |  | Finale                                         | Finale                                         | Finale                                         | Finale                                         |
|  |                        |                        |                               |                        |                    |                    |                               |                               |                               |                               |  |  |                                                |                                                |                                                |                                                |
|  | 16 et 30 novembre 2024 | 16 et 30 novembre 2024 | 16 et 30 novembre 2024        | 16 et 30 novembre 2024 |                    |                    | 25 janvier et 15 février 2025 | 25 janvier et 15 février 2025 | 25 janvier et 15 février 2025 | 25 janvier et 15 février 2025 |  |  | 15 mars et 5 avril 2025, Stadio Olimpico, Rome | 15 mars et 5 avril 2025, Stadio Olimpico, Rome | 15 mars et 5 avril 2025, Stadio Olimpico, Rome | 15 mars et 5 avril 2025, Stadio Olimpico, Rome |
|  | 16 et 30 novembre 2024 | 16 et 30 novembre 2024 | 16 et 30 novembre 2024        | 16 et 30 novembre 2024 |                    |                    | 25 janvier et 15 février 2025 | 25 janvier et 15 février 2025 | 25 janvier et 15 février 2025 | 25 janvier et 15 février 2025 |  |  | 15 mars et 5 avril 2025, Stadio Olimpico, Rome | 15 mars et 5 avril 2025, Stadio Olimpico, Rome | 15 mars et 5 avril 2025, Stadio Olimpico, Rome | 15 mars et 5 avril 2025, Stadio Olimpico, Rome |
|  | Pallanuoto Trieste     | Pallanuoto Trieste     | 14*                           | 14                     |                    |                    | 25 janvier et 15 février 2025 | 25 janvier et 15 février 2025 | 25 janvier et 15 février 2025 | 25 janvier et 15 février 2025 |  |  | 15 mars et 5 avril 2025, Stadio Olimpico, Rome | 15 mars et 5 avril 2025, Stadio Olimpico, Rome | 15 mars et 5 avril 2025, Stadio Olimpico, Rome | 15 mars et 5 avril 2025, Stadio Olimpico, Rome |
|  | Pallanuoto Trieste     | Pallanuoto Trieste     | 14*                           | 14                     |                    |                    | 25 janvier et 15 février 2025 | 25 janvier et 15 février 2025 | 25 janvier et 15 février 2025 | 25 janvier et 15 février 2025 |  |  | 15 mars et 5 avril 2025, Stadio Olimpico, Rome | 15 mars et 5 avril 2025, Stadio Olimpico, Rome | 15 mars et 5 avril 2025, Stadio Olimpico, Rome | 15 mars et 5 avril 2025, Stadio Olimpico, Rome |
|  | III. Kerületi TVE      | III. Kerületi TVE      | 13                            | 9*                     |                    |                    | 25 janvier et 15 février 2025 | 25 janvier et 15 février 2025 | 25 janvier et 15 février 2025 | 25 janvier et 15 février 2025 |  |  | 15 mars et 5 avril 2025, Stadio Olimpico, Rome | 15 mars et 5 avril 2025, Stadio Olimpico, Rome | 15 mars et 5 avril 2025, Stadio Olimpico, Rome | 15 mars et 5 avril 2025, Stadio Olimpico, Rome |
|  | III. Kerületi TVE      | III. Kerületi TVE      | 13                            | 9*                     | Pallanuoto Trieste | Pallanuoto Trieste | 15*                           | 8                             |                               |                               |  |  | 15 mars et 5 avril 2025, Stadio Olimpico, Rome | 15 mars et 5 avril 2025, Stadio Olimpico, Rome | 15 mars et 5 avril 2025, Stadio Olimpico, Rome | 15 mars et 5 avril 2025, Stadio Olimpico, Rome |
|  | 16 et 30 novembre 2024 |                        |                               |                        | Pallanuoto Trieste | Pallanuoto Trieste | 15*                           | 8                             |                               |                               |  |  | 15 mars et 5 avril 2025, Stadio Olimpico, Rome | 15 mars et 5 avril 2025, Stadio Olimpico, Rome | 15 mars et 5 avril 2025, Stadio Olimpico, Rome | 15 mars et 5 avril 2025, Stadio Olimpico, Rome |
|  |                        |                        | Tenerife Echeyde              | Tenerife Echeyde       | 9                  | 7*                 |                               |                               |                               |                               |  |  | 15 mars et 5 avril 2025, Stadio Olimpico, Rome | 15 mars et 5 avril 2025, Stadio Olimpico, Rome | 15 mars et 5 avril 2025, Stadio Olimpico, Rome | 15 mars et 5 avril 2025, Stadio Olimpico, Rome |
|  | Tenerife Echeyde       | Tenerife Echeyde       | Tenerife Echeyde              | Tenerife Echeyde       | 9                  | 7*                 | 12*                           | 8                             |                               |                               |  |  | 15 mars et 5 avril 2025, Stadio Olimpico, Rome | 15 mars et 5 avril 2025, Stadio Olimpico, Rome | 15 mars et 5 avril 2025, Stadio Olimpico, Rome | 15 mars et 5 avril 2025, Stadio Olimpico, Rome |
|  | Tenerife Echeyde       | Tenerife Echeyde       | 25 janvier et 15 février 2025 |                        |                    |                    | 12*                           | 8                             |                               |                               |  |  | 15 mars et 5 avril 2025, Stadio Olimpico, Rome | 15 mars et 5 avril 2025, Stadio Olimpico, Rome | 15 mars et 5 avril 2025, Stadio Olimpico, Rome | 15 mars et 5 avril 2025, Stadio Olimpico, Rome |
|  | CN Catalunya           | CN Catalunya           | 12                            | 7*                     |                    |                    |                               |                               |                               |                               |  |  | 15 mars et 5 avril 2025, Stadio Olimpico, Rome | 15 mars et 5 avril 2025, Stadio Olimpico, Rome | 15 mars et 5 avril 2025, Stadio Olimpico, Rome | 15 mars et 5 avril 2025, Stadio Olimpico, Rome |
|  | CN Catalunya           | CN Catalunya           | 12                            | 7*                     | Pallanuoto Trieste | Pallanuoto Trieste | 9*                            | 7                             |                               |                               |  |  |                                                |                                                |                                                |                                                |
|  | 16 et 30 novembre 2024 |                        |                               |                        | Pallanuoto Trieste | Pallanuoto Trieste | 9*                            | 7                             |                               |                               |  |  |                                                |                                                |                                                |                                                |
|  |                        |                        | ZV De Zaan                    | ZV De Zaan             | 10                 | 14*                |                               |                               |                               |                               |  |  |                                                |                                                |                                                |                                                |
|  | Ethnikós               | Ethnikós               | ZV De Zaan                    | ZV De Zaan             | 10                 | 14*                | 5*                            | 3                             |                               |                               |  |  |                                                |                                                |                                                |                                                |
|  | Ethnikós               | Ethnikós               |                               |                        |                    |                    |                               |                               |                               |                               |  |  |                                                |                                                |                                                |                                                |
|  | ANÓ Glyfádas           | ANÓ Glyfádas           | 7                             | 6*                     |                    |                    |                               |                               |                               |                               |  |  |                                                |                                                |                                                |                                                |
|  | ANÓ Glyfádas           | ANÓ Glyfádas           | 7                             | 6*                     | ANÓ Glyfádas       | ANÓ Glyfádas       | 6*                            | 10                            |                               |                               |  |  |                                                |                                                |                                                |                                                |
|  | 16 et 30 novembre 2024 |                        |                               |                        | ANÓ Glyfádas       | ANÓ Glyfádas       | 6*                            | 10                            |                               |                               |  |  |                                                |                                                |                                                |                                                |
|  |                        |                        | ZV De Zaan                    | ZV De Zaan             | 9                  | 11*                |                               |                               |                               |                               |  |  |                                                |                                                |                                                |                                                |
|  | Panionios GSS          | Panionios GSS          | ZV De Zaan                    | ZV De Zaan             | 9                  | 11*                | 10*                           | 11                            |                               |                               |  |  |                                                |                                                |                                                |                                                |
|  | Panionios GSS          | Panionios GSS          |                               |                        |                    |                    |                               | 11                            |                               |                               |  |  |                                                |                                                |                                                |                                                |
|  | ZV De Zaan             | ZV De Zaan             | 12                            | 18*                    |                    |                    |                               |                               |                               |                               |  |  |                                                |                                                |                                                |                                                |
|  | ZV De Zaan             | ZV De Zaan             | 12                            | 18*                    |                    |                    |                               |                               |                               |                               |  |  |                                                |                                                |                                                |                                                |
|  |                        |                        |                               |                        |                    |                    |                               |                               |                               |                               |  |  |                                                |                                                |                                                |                                                |

( ) = Tirs au but; [ ] = Match d'appui; ap = Après prolongation; e = Victoire grâce aux buts marqués à l'extérieur; f = Victoire par forfait; * = Equipe recevante

### Quarts de finale
Les quarts de finale aller ont eu lieu le 11 février et les matchs retour ont eu lieu la semaine suivante, le 25 février 2023.
| Équipe             | Aller | Total   | Retour | Équipe            |
| ------------------ | ----- | ------- | ------ | ----------------- |
| Pallanuoto Trieste | 14-13 | 28 - 22 | 14-9   | III. Kerületi TVE |
| Tenerife Echeyde   | 12-12 | 20 - 19 | 8-7    | CN Catalunya      |
| Ethnikós           | 5-7   | 8 - 13  | 3-6    | ANÓ Glyfádas      |
| Panionios GSS      | 10-12 | 21 - 30 | 11-18  | ZV De Zaan        |

#### Demi-finales
| Équipe             | Aller | Total   | Retour | Équipe           |
| ------------------ | ----- | ------- | ------ | ---------------- |
| Pallanuoto Trieste | 15-9  | 23 - 16 | 8-7    | Tenerife Echeyde |
| ANÓ Glyfádas       | 6-9   | 16 - 20 | 10-11  | ZV De Zaan       |

#### Finale
| Équipe             | Aller | Total   | Retour | Équipe     |
| ------------------ | ----- | ------- | ------ | ---------- |
| Pallanuoto Trieste | 9–10  | 16 – 24 | 7–14   | ZV De Zaan |